# Óscar Laureliano Aguirre Comendador
Óscar Laureliano Aguirre Comendador, nació en Las Tunas, Cuba, el 4 de julio de 1965.
En el período de 1987 a 1993 cursó estudios en el Instituto Superior de Arte (ISA) de La Habana, Cuba. Desde 1987 a 1988 fue profesor de arte en la Escuela Nacional de Bellas Artes de Luanda, Angola.

## Exposiciones Personales
Entre sus exposiciones personales figuran:
- En 1985 "Instalaciones Oscar Aguirre/Carlos Pérez Vidal" Galería de Arte, Las Tunas, Cuba.
- En 1997 "Albur (A mitad del camino)" Oscar Aguirre/Bárbaro Miyares. Galería Grupo EFE, Godella, Valencia, España.

## Exposiciones Colectivas
Desde 1984 participa en exposiciones colectivas tales como: 
- Cultura ambiental de la Revolución en el Centro Provincial de Artes Plásticas y Diseño de La Habana, y Salón de tesis, Escuela Nacional de Artes Plásticas (ENAP) de La Habana.
- En 1997 está presente en Historia de un Viaje. Artistas Cubanos en Europa. Universidad de Valencia, y en Diez en Diez. Nave Diez, Taller de Arte, Valencia, España.

## Premios
Entre los reconocimientos que ha recibido están:
- En 1984 Premio Salón de tesis, Escuela Nacional de Artes Plásticas (ENAP), La Habana
- En 1991 Premio Salón Provincial de Artes Plásticas “La Plástica en Abril”. Centro Provincial de Arte, Las Tunas.

## Obras en Colección
Sus principales colecciones se encuentran expuestas en:
- Colonia Danilovgrad, Montenegro, Yugoslavia.
- Galería Taller de Escultura, Las Tunas, Cuba.
- Museo Nacional de Bellas Artes, La Habana, Cuba.
- Museo de Historia Provincial, Las Tunas, Cuba.